# Krzeczyn Wielki
Krzeczyn Wielki (en allemand : Groß Krichen) est une localité polonaise de la gmina et du powiat de Lubin en voïvodie de Basse-Silésie.

## Géographie
Le village est situé dans la région historique de Basse-Silésie, à quatre kilomètres au sud-ouest de la ville de Lubin.

## Histoire

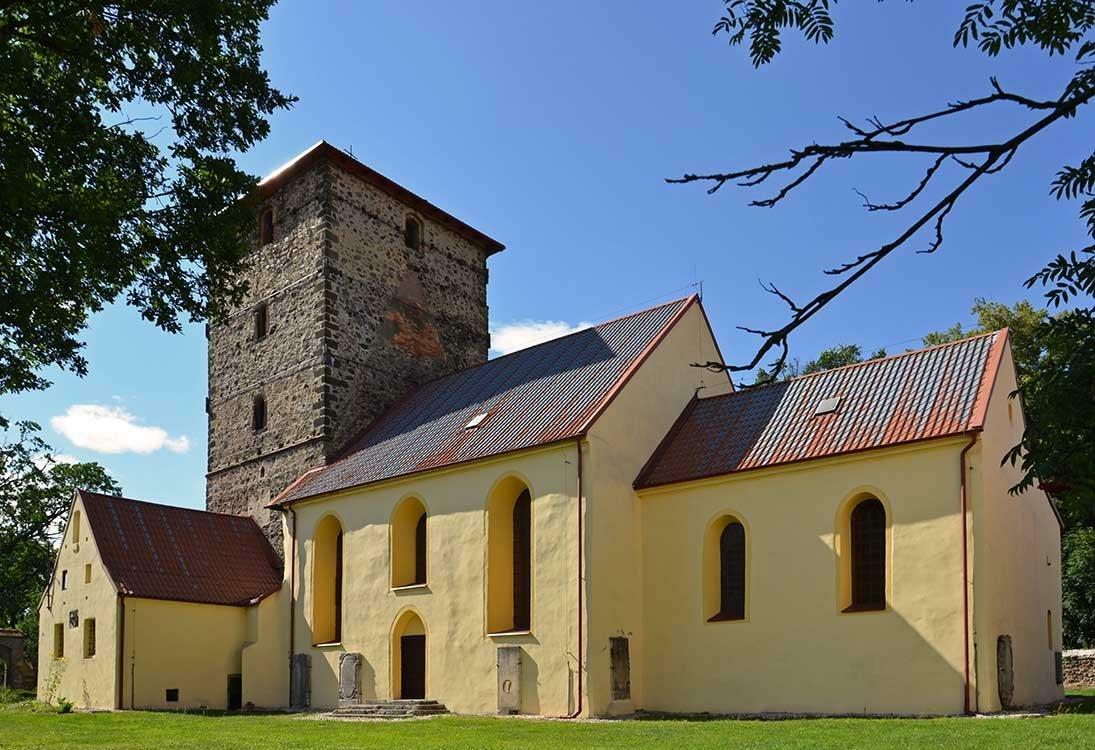
Église Sainte Marie-Dominique Mazzarello.

Le lieu de Chrechim fut mentionné pour la première fois dans un acte de 1267, promulgué par le pape Clément IV pour déterminer la charge fiscale des domaines de l'abbaye Sainte-Edwige à Trzebnica. À ce temps, la région faisait partie du duché de Liegnitz et les alentours de Lubin sont colonisés en vertu des dispositions du droit de Magdebourg. L'église paroissiale fut érigée au XIVe siècle.
Après la première guerre de Silésie, en 1742, le domaine était annexé par le royaume de Prusse puis incorporé dans l'arrondissement de Lüben au sein de la province de Silésie. La région fut conquise par l'Armée rouge à la fin de la Seconde Guerre mondiale et rattachée à la réüublique de Pologne. La population germanophone restante était expulsée.